# Drepanocerus planus
Drepanocerus planus är en skalbaggsart som beskrevs av Fabricius 1801. Drepanocerus planus ingår i släktet Drepanocerus och familjen bladhorningar. Inga underarter finns listade i Catalogue of Life.